# Bencivenne

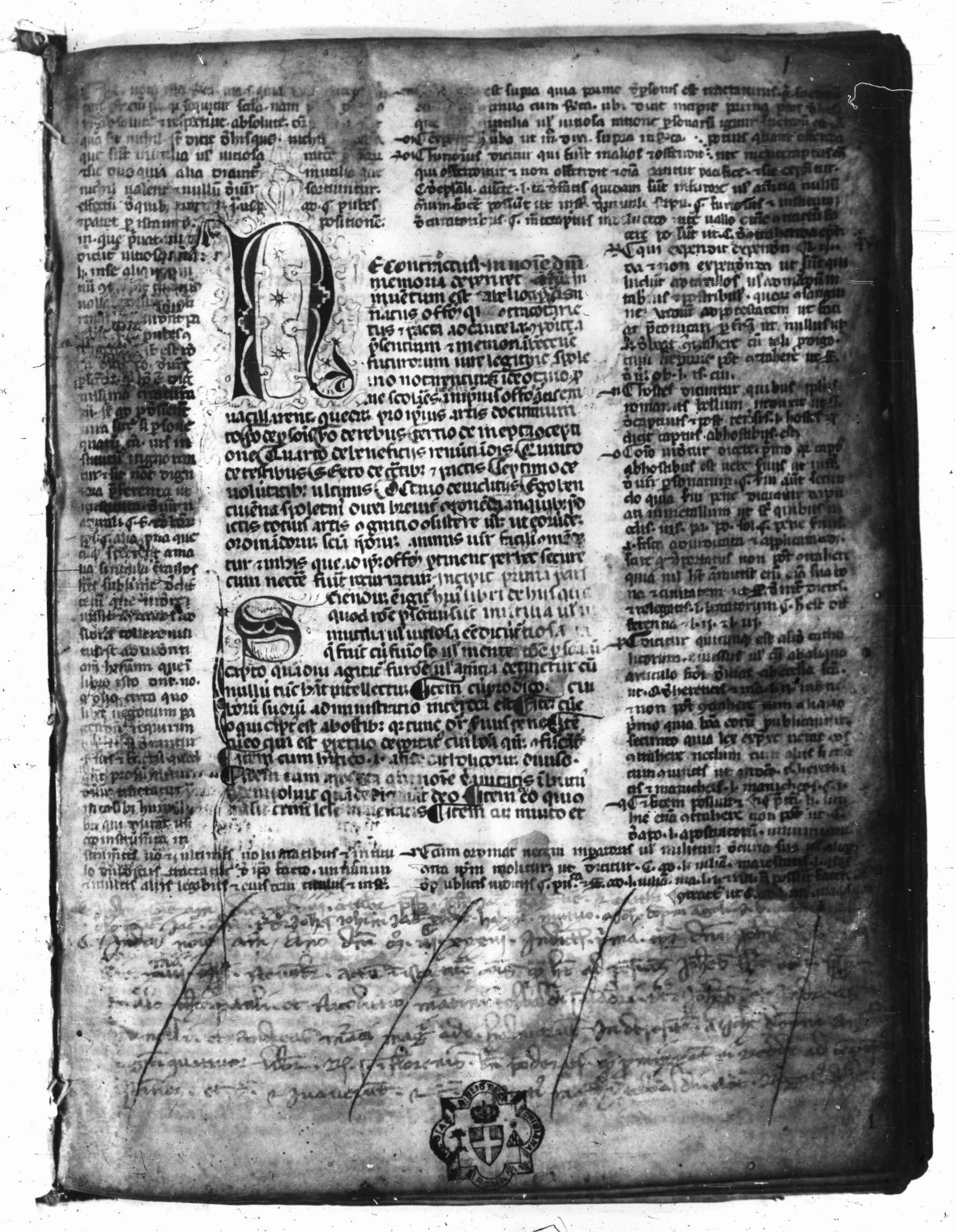
Ars notaria cum glossis, manoscritto, XIII secolo

Bencivenne (XIII secolo – XIII secolo) è stato un giurista italiano.

## Biografia
Le prime e uniche notizie circa l'opera di Bencivenne ci vengono tramandate attraverso due codici, il Chigiano E. IV 89 e il Cassinese 183 XX, della seconda metà del 1200, i quali includono un suo trattato, l'Ars Notarie, in cui viene indicato come nativo umbro, della città di Spoleto o di Norcia. Altre informazioni sulla sua vita ad oggi non sono state ancora pervenute. Inoltre, tali codici sono stati oggetto di studio di Augusto Gaudenzi, il quale individuò il trattato come un prodotto della scuola bolognese dove Bencivenne aveva studiato notariato e fu uditore dei corsi di Raniero da Perugia. Il grande maestro utilizzava per la didattica un testo molto innovativo per l'epoca, ovvero il Liber formularius. Da questo insegnamento, Bencivenne, una volta ritornato in patria, si applicherà alla stesura dell'Ars Notarie, diffondendo quindi anche in Italia centro meridionale il formulario notarile bolognese.
L'Ars Notarie è un'opera suddivisa in otto libri, in cui i primi cinque, De personis, De rebus, De inepta conceptione, De beneficiis, De testibus, riprendendo la struttura del primo formulario di Raniero da Perugia, includendo una teorica del notariato. Il sesto libro, il De contractibus et pactis, comprende la parte formulare, risultando quindi il cuore dell'opera, mentre gli ultimi due, De voluntatibus ultimis e il De iudiciis combinano teoria e pratica nell'ambito al testamento e alla materia processuale.

## Opere

### Manoscritti
- Ars notaria, XIII secolo, Cassino, Biblioteca statale del Monumento nazionale di Montecassino, Fondo manoscritti, ms. 183 XX.
- Ars notaria cum glossis, XIII secolo, Città del Vaticano, Biblioteca Apostolica Vaticana, Fondo Chigi, Chig. E. IV. 89,  ff. 45.